# Charles-Nicolas Osselin
Charles-Nicolas Osselin, né le 22 novembre 1752 à Paris, mort guillotiné dans la même ville le 8 messidor an II (26 juin 1794), est un homme politique de la Révolution française. 

## Biographie
D'origine modeste, il devint avocat, mais échoua dans son désir d'obtenir une charge de notaire. En 1790, il devint cependant officier municipal de Paris, fonction qu'il conserva après la journée du 10 août 1792 et la constitution de la Commune insurrectionnelle de Paris. Il fut désigné à la présidence du premier Tribunal révolutionnaire, instauré le 17 août 1792 pour juger les royalistes arrêtés au cours du Dix-Août.
En septembre 1792, Charles-Nicolas Osselin est élu député de Paris, le dix-huitième sur vingt-quatre, à la Convention nationale. En décembre, il est élu secrétaire aux côtés de Jacques-Antoine Creuzé-Latouche et de Jean-Baptiste Louvet sous la présidence de Jacques Defermon. En mars 1793, il est élu membre du Comité de Sûreté générale. 
Il siège sur les bancs de la Plaine. Lors du procès de Louis XVI, il vote la mort et rejette l'appel au peuple et le sursis à l'exécution. Il s'abstient de voter lors de la mise en accusation de Jean-Paul Marat en avril 1793, se justifiant ainsi : « je ne puis donner d'avis, dans ma conscience ». Il vote contre le rétablissement de la Commission des Douze en mai. 
Osselin est décrété d'accusation en brumaire an II (novembre 1793) sur motion du député Joseph-Nicolas Barbeau du Barran, membre du Comité de Sûreté générale : il est accusé d'avoir caché et soutenu Charlotte-Félicité de Luppé, épouse du marquis de Charry, noble passée à l'émigration. Il est condamné par le tribunal révolutionnaire à la déportation le 14 frimaire (4 décembre). En prairial an II (juin 1794), il est inculpé par le tribunal dans le cadre du complot des prisons. Il est condamné à mort par le tribunal révolutionnaire et exécuté le 8 messidor (26 juin), ayant tenté la veille de se suicider avec un clou. Il est inhumé dans la fosse du cimetière Picpus à Paris.